# Live from the Royal Albert Hall
Live from the Royal Albert Hall är ett livealbum samt DVD av det amerikanska rockbandet The Killers. Den släpptes den 10 november i USA, Kanada och Storbritannien, samt den 9 november i Sverige. Albumet är taget från bandets två konserter i Royal Albert Hall under juli 2009, och innehåller även inspelningar från festivalspelningar som bandet ägnade sig åt under mellanmånaderna 2009. En live-CD åtföljer DVD:n som en del av förpackningen. Albumomslaget liknar bandets tredje studioalbum, Day & Age, och designades av Paul Normansell.
Brandon Flowers berättade att anledningen till att de valde att spela in bandets första DVD vid Royal Albert Hall var att "London har alltid varit snälla mot oss. De tog emot oss med öppna armar innan någon annan gjorde det. Och Royal Albert Hall är ett väldigt ikoniskt och speciellt ställe. Jag växte upp med att titta på Morrissey-videos som han hade spelat in där. Så det var verkligen spännande att få vara en del av det."
Live from the Royal Albert Hall blev nominerad till "Bästa DVD" vid 2010 års NME Awards.

## Utgivningshistorik
| Land           | Datum            | Skivbolag | Format  |
| -------------- | ---------------- | --------- | ------- |
| USA            | 3 november 2009  | Island    | Itunes  |
| Sverige        | 9 november 2009  | Island    | DVD/CD  |
| Sverige        | 9 november 2009  | Island    | Blu-ray |
| Storbritannien | 9 november 2009  | Mercury   | DVD/CD  |
| USA            | 10 november 2009 | Island    | DVD/CD  |
| USA            | 10 november 2009 | Island    | Blu-ray |

## Låtlista
| 1.  | Enterlude                                                                | Brandon Flowers                                        | Sam's Town |  |
| 2.  | Human                                                                    | Flowers, Dave Keuning, Mark Stoermer, Ronnie Vannucci  | Day & Age  |  |
| 3.  | This Is Your Life                                                        | Flowers, Keuning, Stoermer, Vannucci                   | Day & Age  |  |
| 4.  | Somebody Told Me                                                         | Flowers, Keuning, Stoermer, Vannucci                   | Hot Fuss   |  |
| 5.  | For Reasons Unknown (extended)                                           | Flowers                                                | Sam's Town |  |
| 6.  | The World We Live In                                                     | Flowers, Keuning, Stoermer, Vannucci                   | Day & Age  |  |
| 7.  | Joy Ride                                                                 | Flowers, Keuning, Stoermer, Vannucci                   | Day & Age  |  |
| 8.  | I Can't Stay (plus piano reprise)                                        | Flowers, Keuning, Stoermer, Vannucci                   | Day & Age  |  |
| 9.  | Bling (Confession of a King) (extended)                                  | Flowers, Stoermer                                      | Sam's Town |  |
| 10. | Shadowplay (Joy Division cover)                                          | Ian Curtis, Peter Hook, Stephen Morris, Bernard Sumner | Sawdust    |  |
| 11. | Smile Like You Mean It                                                   | Flowers, Stoermer                                      | Hot Fuss   |  |
| 12. | Losing Touch                                                             | Flowers, Keuning, Stoermer, Vannucci                   | Day & Age  |  |
| 13. | Spaceman (extended)                                                      | Flowers, Keuning, Stoermer, Vannucci                   | Day & Age  |  |
| 14. | A Dustland Fairytale (plus reprise)                                      | Flowers, Keuning, Stoermer, Vannucci                   | Day & Age  |  |
| 15. | Sam's Town (acoustic)                                                    | Flowers                                                | Sawdust    |  |
| 16. | Read My Mind                                                             | Flowers, Keuning, Stoermer                             | Sam's Town |  |
| 17. | Mr. Brightside                                                           | Flowers, Keuning                                       | Hot Fuss   |  |
| 18. | All These Things That I've Done                                          | Flowers                                                | Hot Fuss   |  |
| 19. | Sweet Talk                                                               | Flowers, Keuning, Stoermer, Vannucci                   | Sawdust    |  |
| 20. | This River Is Wild                                                       | Flowers, Stoermer                                      | Sam's Town |  |
| 21. | Bones                                                                    | Flowers, Stoermer, Vannucci                            | Sam's Town |  |
| 22. | Jenny Was a Friend of Mine                                               | Flowers, Stoermer                                      | Hot Fuss   |  |
| 23. | When You Were Young                                                      | Flowers, Keuning, Stoermer, Vannucci                   | Sam's Town |  |
| 24. | Exitlude                                                                 | Flowers                                                | Sam's Town |  |
| 25. | Tranquilize (Bonus Footage Live from Oxegen Festival 2009)               | Flowers, Keuning, Stoermer, Vannucci                   | Sawdust    |  |
| 26. | Human (Bonus Footage Live from Hyde Park, London)                        | Flowers, Keuning, Stoermer, Vannucci                   | Day & Age  |  |
| 27. | Mr. Brightside (Bonus Footage Live from Hyde Park, London)               | Flowers, Keuning                                       | Hot Fuss   |  |
| 28. | Smile Like You Mean It (50/50) (Bonus Footage Live from V Festival 2009) | Flowers, Stoermer                                      | Hot Fuss   |  |
| 29. | When You Were Young (Bonus Footage Live from V Festival 2009)            | Flowers, Keuning, Stoermer, Vannucci                   | Sam's Town |  |

- DVD:n innehåller även bakom kulisserna-inspelningar, inklusive intervjuer med besättningsmedlemmar och fans.
- Trots att det inte tillkännagavs av bandet, släppte de även en Blu-ray-version av konserten. Denna utgåva innehåller dock ingen live-CD.[13]

| 1.           | Human                                   | Flowers, Keuning, Stoermer, Vannucci | 5:29  |
| 2.           | This Is Your Life                       | Flowers, Keuning, Stoermer, Vannucci | 3:38  |
| 3.           | Somebody Told Me                        | Flowers, Keuning, Stoermer, Vannucci | 3:21  |
| 4.           | The World We Live In                    | Flowers, Keuning, Stoermer, Vannucci | 4:24  |
| 5.           | I Can't Stay (plus piano reprise)       | Flowers, Keuning, Stoermer, Vannucci | 4:51  |
| 6.           | Bling (Confession of a King) (extended) | Flowers, Stoermer                    | 6:28  |
| 7.           | Shadowplay (Joy Division cover)         | Curtis, Hook, Morris, Sumner         | 4:04  |
| 8.           | Smile Like You Mean It                  | Flowers, Stoermer                    | 4:18  |
| 9.           | Losing Touch                            | Flowers, Keuning, Stoermer, Vannucci | 4:10  |
| 10.          | Spaceman (extended)                     | Flowers, Keuning, Stoermer, Vannucci | 5:24  |
| 11.          | A Dustland Fairytale (plus reprise)     | Flowers, Keuning, Stoermer, Vannucci | 4:57  |
| 12.          | Sam's Town (piano version)              | Flowers                              | 4:03  |
| 13.          | Read My Mind                            | Flowers, Keuning, Stoermer           | 4:22  |
| 14.          | Mr. Brightside                          | Flowers, Keuning                     | 3:53  |
| 15.          | All These Things That I've Done         | Flowers                              | 5:55  |
| 16.          | Jenny Was a Friend of Mine              | Flowers, Stoermer                    | 4:27  |
| 17.          | When You Were Young                     | Flowers, Keuning, Stoermer, Vannucci | 4:43  |
| Total längd: | Total längd:                            | Total längd:                         | 78:18 |

### Begränsade utgåvor
The Killers meddelade att de skulle erbjuda exklusiva limited edition-versioner av albumet.
Collector's Package
- Albumet på DVD/CD eller Blu-ray
- Poster från de två konsertena
- Poster av bandet och albumomslaget
- 12" picture discs av "Human" och "Spaceman"
- 7" vit vinylversion av "Human"
- LP-version av Day & Age
- Musikvideon till "When You Were Young" för iTunes

Fan Package
- Albumet på DVD/CD eller Blu-ray
- Poster från de två konsertena
- Musikvideon till "When You Were Young" för iTunes

## Format
- Keepcase
- Digipack i DVD-storlek
- Digipack i CD-storlek

## Mottagande

### Kritiskt
Kritikerreaktionerna till Live from the Royal Albert Hall var positiva. Nöjeswebbplatsen Starpulse ansåg att släppet var "förmodligen det bästa live-albumet och videon sedan Elvis och hans 'Aloha from Hawaii'. Det är inget mindre än rock'n'roll när den är som bäst," och belönade albumet fem stjärnor av fem möjliga. Rolling Stone gav den fyra av fem stjärnor och sa "Brandon Flowers sjunger inte: han vittnar." Entertainment Weekly satte DVD:n på sin "Must List", och påpekade att "När Brandon Flowers m.fl. avslutar med den bombastiska "When You Were Young", och fansen börjar sjunga (och sedan hoppa) med, är det ett under att de 138 år gamla väggarna fortfarande står kvar."

### Kommersiellt
Live from the Royal Albert Hall var den fjärde bäst säljande musik-DVD:n i Storbritannien 2009, och sålde 84 000 enheter under de följande sju veckorna efter sin utgivning, och har sålt över 505 000 enheter världen över till dags dato.

### CD-listplaceringar
| Lista                | Bästa position | Certifiering | Försäljning |
| -------------------- | -------------- | ------------ | ----------- |
| Hollands albumlista  | 35             |              | 10.000+     |
| Mexikos albumlista   | 5              | Guld         | 35.000+     |
| Tysklands albumlista | 60             |              |             |
| Spaniens albumlista  | 42             |              | 10.000+     |

### DVD-listplaceringar
| Lista                            | Bästa position | Certifiering | Försäljning |
| -------------------------------- | -------------- | ------------ | ----------- |
| Brasilien - ABPD                 | 7              | Guld         | 25 000+     |
| UK Music DVD Chart               | 2              | 4x platina   | 250 000+    |
| UK DVD Chart                     | 12             |              |             |
| Irlands                          | 1              | Platina      | 10 000+     |
| Australiens ARIA Music DVD Chart | 5              | Platina      | 15 000+     |
| US Music DVD Chart               |                | Platina      | 150.000+    |

| Vid årsskiftet (2009)                    | Placering |
| ---------------------------------------- | --------- |
| UK Music DVD Chart från 2009             | 4         |
| Australiens ARIA Music DVD Chart of 2009 | 49        |